# Angitia attina
Angitia attina là một loài bướm đêm trong họ Noctuidae.